# Флаг Вилегодского района
Флаг муниципального образования «Вилего́дский муниципальный район» Архангельской области Российской Федерации — опознавательно-правовой знак, служащий официальным символом муниципального образования.
Флаг утверждён 4 февраля 2000 года как флаг муниципального образования «Вилегодский район» (после муниципальной реформы 2006 года — муниципальное образование «Вилегодский муниципальный район») и внесён в Государственный геральдический регистр Российской Федерации с присвоением регистрационного номера 704.

## Описание
«Флаг муниципального образования „Вилегодский район“ представляет собой прямоугольное зелёное полотнище с отношением ширины к длине 2:3, несущее изображение фигур герба района с жёлтой полосой вдоль древка в 1/3 флага с тремя голубыми цветками льна с жёлтыми сердцевинами».

## Символика
Синий цвет полотнища говорит о реке Виледь, именем которой назван район. Синий цвет в геральдике — символ чести, славы, преданности, истины, красоты, добродетели и чистого неба.
Зелёный цвет полотнища символизирует леса и сельскохозяйственные угодья района. Цветы льна говорят о том, что район исторически славится льноводством. Зелёный цвет также символ изобилия, жизни и возрождения.
Белый цвет в геральдике — символ простоты, совершенства, мудрости, благородства, мира, взаимосотрудничества.
Жёлтый — символ прочности, богатства, величия, интеллекта и прозрения.